# Zabójstwo tyrana domowego
Zabójstwo tyrana domowego (także: zabójstwo kuchenne, zbrodnia kuchenna, ang. domestic tyrant murder) – zabójstwo partnera życiowego (najczęściej mężczyzny przez kobietę), będące wynikiem długotrwale i uporczywie stosowanej wobec zabójcy przemocy domowej.
Zabójstwo kuchenne jest zwieńczeniem długotrwałego procesu, w którym ofiara jest stale dotykana przemocą, a poziom jej stresu i napięcia rośnie, jak podkreśla część psychologów, do poziomu ciągłego ataku terrorystycznego. Sytuacja w środowisku życiowym ofiary staje się w związku z tym nie do zniesienia, a wszelkie mechanizmy (psychiczne i instytucjonalne) chroniące przed przemocą postrzegane są jako nieskuteczne. Pozostając w kleszczach strachu i wyuczonej bezradności (syndrom bitej kobiety, ang. battered woman syndrome) ofiara decyduje się na jedyny, według niej, dostępny sposób rozwiązania beznadziejnej sytuacji, tj. fizyczną eliminację sprawcy przemocy. Zabójstwo tego rodzaju nie jest związane z żadnym zamiarem lub planem. Stanowi najczęściej reakcję spustową na stresogenną sytuację. Dochodzi do niego z reguły w warunkach obrony koniecznej lub pod wpływem afektu. Istnienie syndromu bitej kobiety jest uwzględniane przez sądy jako okoliczność łagodząca w sprawach o zabójstwo tyrana domowego, mimo że rola ofiary przemocy domowej zmienia się w tym przypadku w rolę jej sprawcy.
Trudne jest wskazanie homogenicznego środowiska, z którego mogą wywodzić się sprawczynie zabójstwa tyrana domowego. Ich poziom inteligencji, jak również pochodzenie są zróżnicowane. Do zabójstw tego typu dochodzi relatywnie częściej w rodzinach o niższym statusie ekonomicznym, gdzie tyranizowanie kobiet związane jest ze spektrum różnorakich zachowań dysfunkcyjnych.